# Трабачи, Джованни Мария
Джованни Мария Траба́чи (Trabaci; ок. 1575, Монте-Пелузио, ныне Ирсина — 31 декабря 1647, Неаполь) — итальянский композитор, органист и клавесинист. Стиль его музыки принадлежит отчасти Позднему Возрождению, отчасти раннему барокко.

## Очерк биографии и творчества
В 1594 года Трабачи — хорист в церкви Сантиссима-Аннунциата в Неаполе. Учился музыке у Дж. де Мака. В 1597 г. выполнил экспертизу нового органа в неаполитанском оратории последователей Филиппа Нери; там же в 1597-98 и в 1625-30 гг. работал органистом. В 1601-47 гг. занимал должности органиста и (с 1614) капельмейстера при испанском дворе в Неаполе (где в то же самое время работали Майоне и де Мак).
Наследие Трабачи-композитора обширно. В его сочинениях представлена вся палитра жанров тогдашней духовной музыки — мессы, пассионы, обработки католических гимнов, мотеты, многоголосные лауды, духовные песни (на латинском языке, под специфическим названием лат. rithmi; всего около 170 работ). В светской вокальной музыке Трабачи оставил около 60 сочинений в жанрах мадригала, вилланеллы, диалога и арии. Наибольшую по объёму часть наследия занимает музыка для органа и клавесина. Среди 165 клавирных сочинений ричеркары, французские канцоны, каприччио, версеты, партиты, гальярды, токкаты и пьесы других жанров. Многие из этих сочинений по замыслу Трабачи также пригодны для исполнения ансамблем инструментов.
Стиль духовной музыки Трабачи в целом консервативен, за исключением сборника («книги») мотетов 1602 г., с экспериментами в области хроматической гармонии и необычными модуляциями (например, в мотете «O dulcissimae filiae Sion»). Этот сборник, возможно, оказал влияние на сборник мотетов «Sacrae cantiones» Джезуальдо. Вокальная светская музыка стилистически более внешняя и поверхностная; в ней, очевидно, сделана ставка на виртуозность.
Наиболее интересны сочинения Трабачи для клавира, которые отличаются экспериментами в области гармонии, ритма, фактуры, изобретательной мелодической разработкой. Специфичны для клавирной (и ансамблевой) музыки Трабачи полифонические вариации в экзотической технике inganni. Сборники клавирной музыки 1603 и 1615 гг. содержат циклы ричеркаров во всех (тогдашних) 12 ладах. В партитах на темы "Ruggiero", "Fidele" и "Zefiro" композитор варьирует первоначальную гармонию темы, преображая её до неузнаваемости. В том же сборнике 1615 г. ряд пьес написан для особой разновидности клавесина, так называемого «хроматического» (итал. cimbalo cromatico), что определяет необычность их каденционного («модуляционного») плана и гармонии в целом.

## Сочинения

### Оригиналы (выборка)
- [21] Motectorum cum <...> [8] rithmis liber primus (Napoli, 1602);
- Ricercate, canzone francese, capricci, canti fermi, gagliarde, partite diverse, toccate, durezze, ligature, et un madrigale passagiato nel fine (Napoli, 1603);
- [3] Missarum et [6] motectorum quatuor vocum <...> liber primus (Napoli, 1605; 2/1616);
- Il primo libro de [21] madrigali, a5 (Napoli, 1606; сохранилась частично);
- [14] Villanelle et arie alla napolitana con un [3] dialogo (Napoli, 1606; сб. сохранился частично);
- [21] Psalmorum pro vesperis et completorio totius anni, cum [4] antiphonis et 4 [recte 1] missae (Venezia, 1608);
- Sylvae armonicae (Naples, 1609; подборка из 15 прежде напечатанных мотетов)
- Il secondo libro de [20] madrigali (Venezia, 1611);
- Il secondo libro di ricercate, & altri varij capricci, con cento versi sopra li otto finali ecclesiastici per rispondere in tutti i divini officij, & in ogni altra sorte d'occasione (Napoli, 1615);
- [23] Hinni e [23] motetti (после 1622, рукопись)
- [13] Psalmi vespertini cum <...> [6] rithmis [включает 2 магнификата], liber secundus (Venezia, 1630)
- [13] Motetti (1634, рукопись)
- [4] Passiones D.N. Jesu Christi (Napoli, 1635)

### Современные издания
- L' oratorio dei Filippini e la scuola musicale di Napoli. T.1: La polifonia cinquecentesca ed i primordi del secolo XVII - musica sacra e spirituale di Gian Domenico Montella, Giov. Maria Trabaci, Carlo Gesualdo. A cura di Guido Pannain. Milano: Ricordi,1934 (Istituzioni e monumenti dell'arte musicale italiana, 5) (с научным предисловием).
- Composizioni per organo e cembalo, ed. O. Mischiati. Brescia, 1964 (Monumenti di Musica Italiana, I/3).